# Ivesia longibracteata
Ivesia longibracteata är en rosväxtart som beskrevs av B. Ertter. Ivesia longibracteata ingår i släktet Ivesia och familjen rosväxter. Inga underarter finns listade i Catalogue of Life.